# Église Notre-Dame de Vouilly
Pour les articles homonymes, voir Église Notre-Dame.
L'église Notre-Dame est une église catholique située à Vouilly, en France.

## Localisation
L'église est située dans le département français du Calvados, à l'est du bourg de Vouilly.

## Architecture
Le chœur et le portail nord de la nef sont inscrits au titre des Monuments historiques depuis le 18 mars 1927.